# 打越 (長久手市)
打越（うちこし）は、愛知県長久手市の地名。

## 地理

### 交通
- 愛知県道6号力石名古屋線（はなみずき通り）
- 愛知県道60号名古屋長久手線（グリーンロード）
- 愛知高速交通東部丘陵線

### 施設
- 長久手市立西小学校
- 長久手口郵便局

## 歴史

### 沿革
- 2012年（平成24年）1月4日 - 愛知郡長久手町打越が市制施行に伴い、長久手市打越となる[WEB 6]。

### 人口の変遷
国勢調査による人口および世帯数の推移。
| 2015年（平成27年） | 353世帯 754人 |  |
| 2020年（令和2年）  | 368世帯 786人 |  |

### WEB
1. 1 2  総務省統計局 (2022年2月10日). “令和2年国勢調査の調査結果(e-Stat) - 男女別人口，外国人人口及び世帯数－町丁・字等” (CSV). 2023年8月2日閲覧。
2. ↑  “愛知県長久手市の町丁・字一覧”.   人口統計ラボ. 2024年7月26日閲覧。
3. ↑  “読み仮名データの促音・拗音を小書きで表記するもの(zip形式) 愛知県” (zip).   日本郵便 (2024年2月29日). 2024年3月26日閲覧。
4. ↑  “市外局番の一覧” (PDF).   総務省 (2022年3月1日). 2022年3月22日閲覧。
5. ↑  “ナンバープレートについて”.   一般社団法人愛知県自動車会議所. 2024年1月21日閲覧。
6. ↑  “愛知県愛知郡長久手町の郵便番号一覧”.   日本郵便. 2024年7月26日閲覧。
7. ↑  総務省統計局 (2017年1月27日). “平成27年国勢調査の調査結果(e-Stat) - 男女別人口及び世帯数 －町丁・字等” (CSV). 2021年7月21日閲覧。